# Symbole de repérage
Un symbole de repérage est un élément permettant de marquer un lieu ou une infrastructure. Il peut composer un code, souvent secret, qui constitue un outil de communication pour les autres individus d'un groupe. Un symbole peut entraîner l'action d'un autre individu pour qui le message est destiné.

## Exemples

### Signes de cambrioleurs

Symbole possible pouvant signifier « voie libre »

En France, le 29 avril 2014, la Gendarmerie nationale communique une liste de certains signes dans un tweet. Ce message suscite une polémique et certains organes de presse soulignent qu'il s'agirait d'un canular informatique répétitif et ancien, qui viserait des catégories ethniques ; le code ayant, quant à lui, réellement existé dans le passé,. Ces informations sont souvent reprises par les compagnies d'assurance et de sécurité dans le cadre de démarches commerciales.

### Code hobo

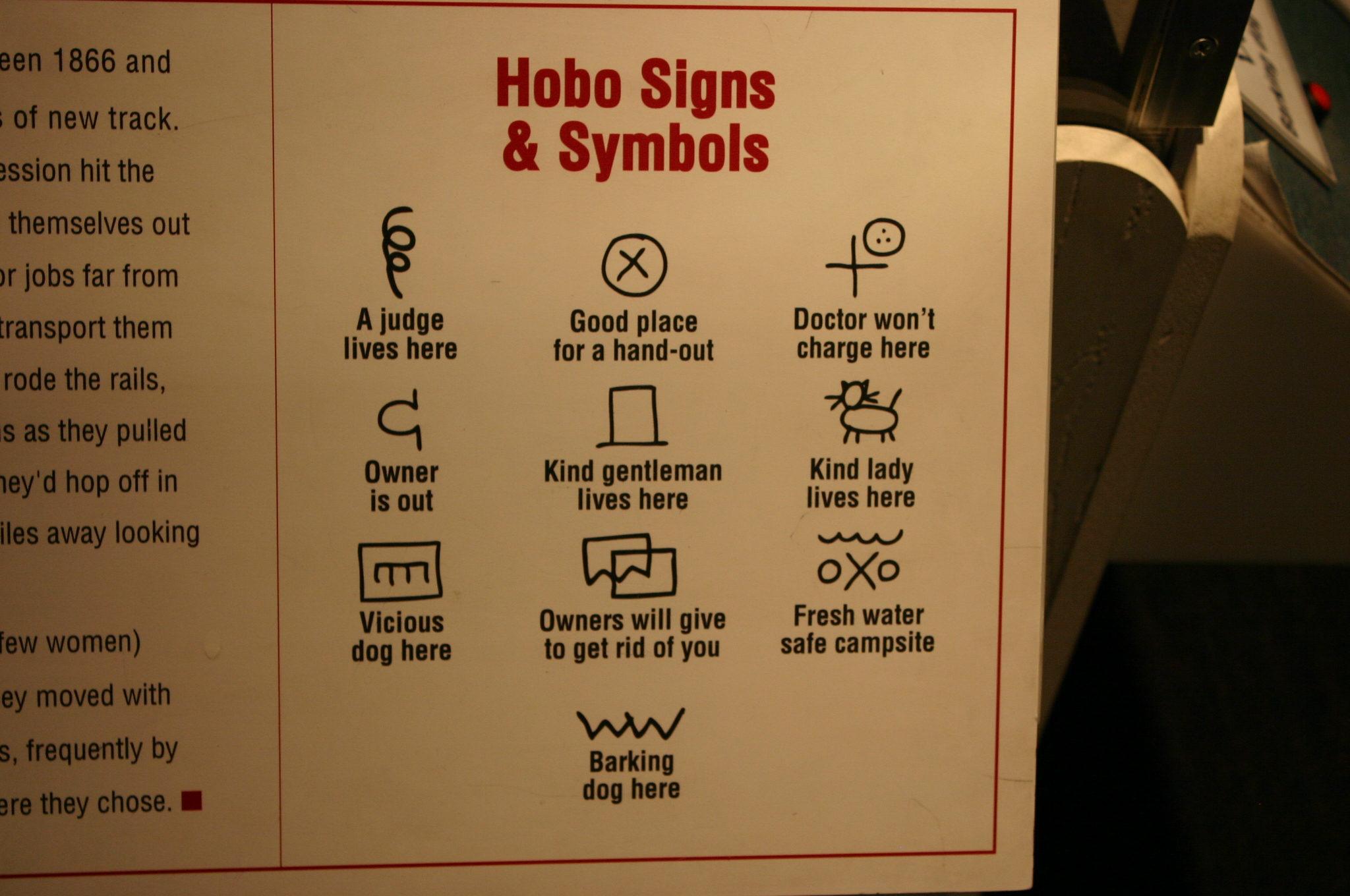
Représentation de quelques signes hobo, exposés au National Cryptologic Museum

Les hobos communiquaient entre eux au moyen d'un système de « signes hobo » (ou « hiéroglyphes hobo »). Ils seraient gravés à la craie dans des endroits pertinents ou importants pour alerter clandestinement les futurs hobos au sujet d'informations locales importantes.

### Martelage forestier
Chez les bûcherons, le marquage des arbres est utilisé pour faciliter la gestion forestière et organiser la répartition des tâches.